# Dialecte pavès
El dialecte pavès és una variant gal·loitàlica parlat a la província de Pavia. Respecte a l'italià i també respecte dels dialectes veïns, posseeix un nombre més gran de sons vocàlics i un menor nombre de sons consonants.
El dialecte pavès es refereix al conjunt no codificat de dialectes gal·loitàlics estesos per la província de Pavia. No obstant això, l'agrupació dels dialectes de Pavia en un sol terme es presta a dificultats de classificació, ja que les diferents varietats locals estan influïdes per les de les províncies i regions veïnes.